# Vera Konstantinovna af Rusland
Vera Konstantinovna af Rusland (russisk: Вера Константиновна Романова; tr. Vera Konstantinovna Romanova) (16. februar 1854 — 11. april 1912) var en russisk storfyrstinde, der var datter af storfyrst Konstantin Nikolajevitj af Rusland og barnebarn af Nikolaj 1. af Rusland. Hun blev gift med hertug Eugen af Württemberg fra den schlesiske linje af Huset Württemberg.

## Biografi

### Tidlige liv
Vera Konstantinovna blev født den 16. februar 1854 i Sankt Petersborg i Det Russiske Kejserrige. Hun var sønnedatter af kejser Nikolaj 1. af Rusland og brordatter til kejser Aleksandr 2. af Rusland. Hendes far var storfyrst Konstantin Nikolajevitj af Rusland, og hendes mor var prinsesse Alexandra af Sachsen-Altenburg. Vera havde en søster og fire brødre, hvoraf søsteren Olga Konstantinovna af Rusland, der blev dronning af Kongeriget Grækenland, og broderen Konstantin Konstantinovitj af Rusland er de mest kendte. På grund af faderens navn blev familien kendt som Konstantinovitji-grenen af den russiske kejserfamilie.
Vera tilbragte en del af sin barndom i Polen, hvor hendes far var vicekonge uden megen succes. Fra hun var 9 år gammel, blev hun opdraget hos sin faster storfyrstinde Olga og onkel kong Karl 1. af Württemberg.

### Ægteskab
Storfyrstinde Vera blev gift den 4. maj 1874 i Stuttgart med hertug Eugen af Württemberg fra den schlesiske og hertugelige linje af Huset Württemberg. Hertug Eugen var søn af hertug Eugen af Württemberg og prinsesse Mathilde af Schaumburg-Lippe. Vera og Eugen fik tre børn, sønnen Karl Eugen og døtrene Elsa og Olga.

### Død
Storfyrstinde Vera døde 58 år gammel den 11. april 1912 i Stuttgart.

## Eksterne links
- Wikimedia Commons har flere filer relateret til Vera Konstantinovna af Rusland